# Rainer Boesch
Pour les articles homonymes, voir Boesch.
Rainer Boesch, né le 11 août 1938 à Männedorf et mort le 31 janvier 2014 à Metz-Tessy, est un compositeur suisse, pionnier de la musique électronique en Suisse.

## Biographie

### Origines et famille
Rainer Boesch naît le 11 août 1938 à Männedorf, dans le canton de Zurich. Il est originaire de Saint-Gall. Sa mère est la violoniste Else Stüssi.
Il grandit à Zurich.
Il est marié à une professeur de piano neuchâteloise, avec qui il a deux enfants, dont le comédien Gaspard Boesch.

### Études
Après une maturité de type classique à Zurich, il fait des études musicales au Conservatoire de Genève de 1957 à 1961, où il suit notamment les cours de composition d'André-François Marescotti. 
Il obtient en 1965 le premier prix de virtuosité au Conservatoire de Neuchâtel, dans la classe d'Harry Datyner,, puis s'installe à Paris en 1966, où il suit les cours d'Olivier Messiaen pendant trois ans.
Il obtient en 1968 le premier prix de composition musicale du Conservatoire de Paris pour Désagrégation, la première œuvre électroacoustique primée par le conservatoire.

### Parcours professionnel et artistique
À son retour en Suisse, il est nommé directeur du Conservatoire de Lausanne en 1968, succédant à ce poste à Carlo Hemmerling. Il en démissionne quatre ans plus tard, en février 1972, pour la fin juillet. Il fait par la suite une carrière de pianiste, formant un duo avec la soprano Kathrin ou Catherine Graf.
Il devient professeur dans plusieurs instituts d'enseignements de la musique en Suisse romande (professeur de composition, d'improvisation de recherche musicale à l'Institut des hautes études musicales à Montreux en 1973, Institut Jaques-Dalcroze et Centre suisse de musique Informatique). Il collabore également avec le Groupe de recherches musicales. 
Il fonde en 1975 le studio Espaces à Genève, consacré à la composition électronique et intégré dès l'année suivante au Conservatoire populaire de musique. 
Collaborateur de l'Institut de recherche et coordination acoustique/musique de Paris à partir de 1978, il représente par ailleurs la Suisse à la Biennale de Paris en 1982 avec une installation réagissant au bruit et aux mouvements du public.
Il est nommé professeur de musique assistée par ordinateur au Conservatoire de Paris en 1996.

### Style
Il compose plutôt de la musique électronique et mixte. Il est un pionnier dans ce domaine en Suisse.

### Mort
Il meurt le 31 janvier 2014, à l'âge de 75 ans, à Metz-Tessy en Haute-Savoie.

## Concert
- 1985 : Belluard Bollwerk International[16]